# Râul Găina, Mureș
Râul Găina este un curs de apă, afluent al râului Mureș.

## Hărți
- Harta Județul Harghita
- Harta Munții Gurghiu  Arhivat în 25 iulie 2011, la Wayback Machine.